# Thomas Gibson (Mediziner)
Thomas Gibson (* 24. November 1915 in Kilbarchan, Schottland; † 13. Februar 1993 in Glasgow, Schottland) war ein Mediziner und Forscher, der insbesondere durch Arbeiten zur Organtransplantation, zur Immunologie und zur plastischen Chirurgie bekannt wurde.

## Leben

### Ausbildung und Familie
Thomas Gibson besuchte in seinem Geburtsort Kilbarchan und in Paisley die Schule und studierte anschließend Medizin an der Universität Glasgow. Er war verheiratet und hatte mit seiner Frau Pat zwei Söhne und zwei Töchter.

### Tätigkeit als Arzt
Nachdem er sein Studium 1938 mit Auszeichnung abgeschlossen hatte, spezialisierte er sich auf dem Gebiet der Chirurgie. Von 1942 bis 1944 war er in diesem Gebiet als Assistenzarzt in der Brandopferstation des Königlichen Krankenhauses in Glasgow tätig. Anschließend trat er in den Militärdienst ein und wurde Gesichtschirurg im Sanitätsdienst der Britischen Armee. Er war in dieser Funktion zunächst in Nordeuropa und später als leitender Sanitätsoffizier in Indien im Einsatz. 1947 verließ er die Armee im Rang eines Majors und kehrte an das Königliche Krankenhaus in Glasgow zurück, diesmal als Spezialist und Berater für plastische und Kieferchirurgie. Auch nach der Verlegung der entsprechenden Abteilung an das Canniesburn Hospital in Glasgow 1970 behielt er diese Funktion und übte sie bis zu seiner Pensionierung im Jahr 1980 aus.
In den frühen 1960er Jahren war er an der Gründung der Abteilung für Bioingenieurswesen an der University of Strathclyde beteiligt. 1970 wurde er an dieser Abteilung Gastprofessor, 1972 verlieh ihm die Universität einen Ehrendoktortitel. Ebenfalls 1970 wurde er zum Präsidenten der Britischen Vereinigung von plastischen Chirurgen gewählt. Von 1969 bis 1979 war zudem er Editor des offiziellen Journals dieser Vereinigung. Darüber hinaus wurde zum Ehrenmitglied mehrerer nationaler und ausländischer Fachgesellschaften ernannt.

### Wissenschaftliches Wirken
Zu seinen wissenschaftlichen Leistungen zählt die Entdeckung im Jahr 1942, dass die Abstoßung von allogen transplantierten Organen, also Organen von nicht mit dem Empfänger verwandten Spendern, auf einer Antigen-Antikörper-Reaktion beruht. Dies veranlasste den späteren Nobelpreisträger Peter Medawar, von Oxford nach Glasgow zu wechseln, um zusammen mit Gibson an der Immunologie von Transplantationen zu forschen. Ihre gemeinsame Veröffentlichung The fate of skin homografts in man (Journal of Anatomy, 77/1943, S. 299–310) gilt in diesem Bereich als grundlegende Arbeit, da sie erstmals nachwies, dass die Abstoßung von Transplantaten auf Reaktionen des Immunsystems beruht. Er publizierte eine Vielzahl von weiteren Arbeiten zur Immunologie, zur Behandlung von Verbrennungen, zur Onkologie, zur Behandlung der Gaumenspalte und anderen Fragen der Gesichtschirurgie, zur Biomechanik der Haut und des Knorpels und zur Geschichte der plastischen Chirurgie.